# Донец, Александр Дмитриевич
Александр Дмитриевич Донец (р. 4 февраля 1966, Киев) — руководитель государственной компании «Антонов».

## Биография
В 1988 окончил Киевский институт инженеров гражданской авиации по специальности «Техническая эксплуатация летательных аппаратов». Трудовую деятельность по специальности начал в конструкторском бюро (КБ) «Антонов» на должности инженера по эксплуатации. В этом КБ за время работы достиг должности главного инженера лётно-испытательной и доводочной базы.
С июня 2007 до октября 2008 возглавлял работу Киевский авиационный завод «Авиант». В 2014 являлся генеральным директором Государственного авиационного предприятия (ГАП) «Украина». С сентября 2015 до ноября 2016 работал помощником директора государственного предприятия по обслуживанию воздушного движения Украины «Украэрорух». С декабря 2016 вице-президент по производству Государственного предприятия (ГП) «Антонов». 30 мая 2018 приказом «Укроборонпрома» назначен руководителем ГП «Антонов».

## Премии
- Грамота[укр.] министерства обороны Украины (2018).